# Clotilde De Spirito
Clotilde De Spirito, più nota come Tilde De Spirito (Napoli, 28 maggio 1953), è un'attrice italiana.

## Filmografia

### Cinema
- Guapparia, regia di Stelvio Massi (1984)
- Torna, regia di Stelvio Massi (1984)
- Il mistero di Bellavista, regia di Luciano De Crescenzo (1985)
- Maccheroni, regia di Ettore Scola (1985)
- Intervista, regia di Federico Fellini (1987)
- 32 dicembre, regia di Luciano De Crescenzo (1988)
- Snack Bar Budapest, regia di Tinto Brass (1988)
- Una banda di matti in vacanza premio, regia di Ninì Grassia (1989)
- Paprika, regia di Tinto Brass (1990)
- Pacco, doppio pacco e contropaccotto, regia di Nanni Loy (1993)
- Prima del tramonto, regia di Stefano Incerti (1999)
- Vacanze di Natale 2000, regia di Carlo Vanzina (2000)
- Malefemmene, regia di Fabio Conversi (2001)
- Blek Giek, regia di Enrico Caria (2001)
- Incantesimo napoletano, regia di Paolo Genovese e Luca Miniero (2002)
- Vaniglia e cioccolato, regia di Ciro Ippolito (2003)
- Rosso come il cielo, regia di Cristiano Bortone (2004)
- Manuale d'amore 2, regia di Giovanni Veronesi (2007)
- Un'estate al mare, regia di Carlo Vanzina (2008)

### Televisione
- Sapore di gloria, regia di Marcello Baldi (1988) - serie TV
- A che punto è la notte, regia di Nanni Loy (1994) - miniserie TV
- Anni '50, regia di Carlo Vanzina (1998) - miniserie TV
- La squadra (2000) - serie TV
- Una donna per amico (2001) - serie TV
- Un maresciallo in gondola, regia di Carlo Vanzina (2002) - film TV
- Ai confini del male, regia di Vincenzo Alfieri (2021) - film TV

## Teatro
- Zappa, Tore, regia di Angelo Fusco (1978-79)
- Quanta 'mbruoglie pe nu figlio, regia di Mico Galdieri (1980-81)
- I casi sono due, regia di Aldo Giuffré (1981-82)
- Zappatore (1982-83)
- Don Rafele 'o presidente (1984-85)
- Ciao, regia di Pino Mauro (1986)
- Annamaria, regia di Enzo Di Domenico (1987)
- Non è vero ma ci credo, regia di Giacomo Rizzo (1991-92)
- La lettera di mammà, regia di Aldo Giuffrè (1992-93)
- Miseria e nobiltà, di Eduardo Scarpetta, regia di Luigi De Filippo (1994-95)
- Caviale e lenticchie, di Giulio Scarnicci, Renzo Tarabusi e Nino Taranto, regia di Giovanni Ribet (1996-97)
- Ricchi in canna e poveri sfondati, regia di Geppi Di Stasio (1998-99)
- La gente non deve sapere, regia di Geppi Di Stasio (2000-01)
- Fiumi di forfora, regia di Enzo Salvi (2001)
- Donna Lisistrata, regia di Geppi Di Stasio (2001-02)
- L'amico di papà, regia di Geppi Di Stasio (2002)
- Un ministro in mezzo ai guai, regia di Geppi Di Stasio (2004)
- L'albergo del silenzio, regia di Vito Matassino (2005)
- Cafè chantant, regia di Vito Matassino (2006)
- La gente non deve sapere, regia di Geppi Di Stasio (2008)
- Il medico dei pazzi, di Eduardo Scarpetta, regia di Geppi Di Stasio (2009)
- Il miracolo di don Ciccillo, regia di Carlo Buccirosso (2010-11)
- Napoletani a Broadway, regia di Carlo Buccirosso (2012)
- Finché morte non vi separi, regia di Carlo Buccirosso (2012)